# Oedaspis farinosa
Oedaspis farinosa är en tvåvingeart som beskrevs av Friedrich Georg Hendel 1927. Oedaspis farinosa ingår i släktet Oedaspis och familjen borrflugor. Inga underarter finns listade i Catalogue of Life.